# Gustave Doré
Gustave-Paul-Louis-Christophe Doré (Strasbourg, 6. siječnja 1832. – Pariz, 23. siječnja 1883.) je bio francuski crtač, grafičar, slikar i kipar. Doré je obilježio prekretnicu u primijenjenoj grafici svojom nadarenošću, plodnošću (preko 10,000 crteža), imaginacijom i uvođenjem novih grafičkih tehnika. Smatra se najvećim ilustratorom svih vremena.

## Život i djelo
Kao dječak šalje ilustracije u Journal pour Rire (Novine za smijeh), a od 1848. objavljuje litografije u La Caricature (Karikatura). Niz godina objavljuje svoje ilustracije u La Monde Illustré. Od 1852. godine radi vinjete za ilustracije standardnih djela svjetske književnosti (preko 120 djela s 200-600 ilustracija). U toj masovnoj produkciji je izrazito neujednačen. 
Radi tako da najprije reže u drvo linearan crtež na način modernih ilustracija, a potom upotpunjuje ovu tehniku raznovrsnim postupcima (obojene slike na drvu, po kojima reproduktori režu klišeje). Otkad je počeo koristiti lavis maniere (akvatinta), morao je osposobiti gravere za reproduciranje te tehnike. Sam stvara novu školu i uvi bois de fil. Taj način graviranja nameće cijelom nizu gravera koje je školovao. Oko 1872. godine započinje raditi bakropise (oko 50 ploča). Za boravka u Engleskoj reže na čeličnim pločama (180 grafika veduta Londona), ali mu ta tehnika ne odgovara. 
Gustave Doré je često svojim ilustracijama davao teatralan karakter u stilu T. Couturea i K. Pilotyja. Igrom svjetla i sjene postiže reljefnost i stvara dramatske štimunge. Doré je ilustrirao djela Rabelaisa, Balzaca, Miltona i Dantea, a kad je 1853. god. ilustrirao djela lorda Byrona, pozvan je u Englesku da ilustrira englesku Bibliju. Godine 1863., Doré je ilustrirao svoja najznačajnija djela: francusko izdanje Cervantesovog Don Quijotea i Poevog Gavran.
Akvareli iz Škotske i Pirineja svjedoče o njegovom majstorskom daru opažanja i fiksiranja doživljenog, jednako kao i njegovi drvorezi s motivima iz Španjolske. Posebnu pažnju zaslužuje njegov kiparski rad u posljednjim godinama života. U Engleskoj je uvažavan koliko i u rodnoj Francuskoj, pa je u Londonu osnovana Doré Gallery.

## Galerija radova
- Orlando ubija zmaja 
Ludovico Ariosto - Bijesni Orlando
- Pad anđela 
John Milton - Izgubljeni raj
- Ubertijeva prikaza se obraća Danteu 
Božanstvena komedija
- Potop
(Biblija)
- Don Quijote (ploča prva)
Cervantes
- Smrt kao kosac svijeta
Edgar Allan Poe - Gavran (Poe)
- Crvenkapica
Braća Grimm
- Camelot
Lord Alfred Tennyson - Legenda o kralju Arturu

## Vanjske poveznice
- Galerija ilustracija Gustavea Doréa
- Galerija ilustracija iz Biblije